# Tintilla de Rota (vino)

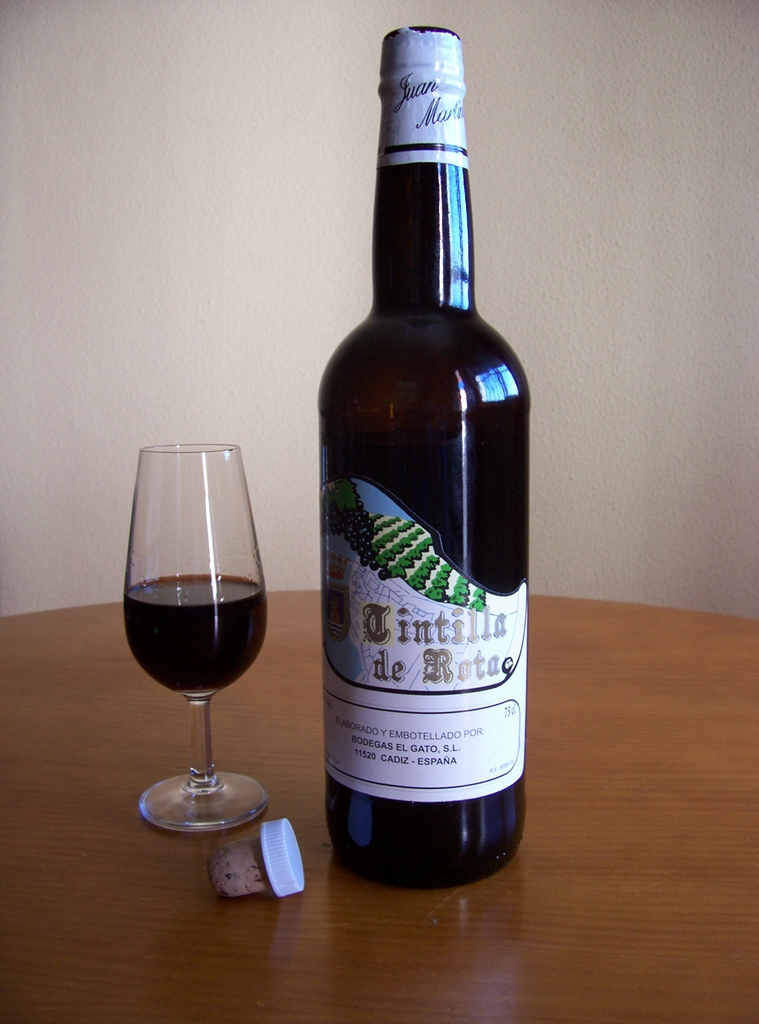
Botella y catavino de Tintilla de Rota.

La Tintilla de Rota es un vino español, originario de la villa de Rota (Cádiz) España. Se elabora a partir de uvas maduras de la variedad del mismo nombre, sinónimo de la conocida como  graciano.

## Vino
Su vino es de color muy oscuro, de tono entre rojo fuerte y violáceo, con mucho cuerpo y un sabor con matices dulces y amargos.

## Distribución
A día de hoy este vino no se produce en grandes cantidades, sus existencias son más bien limitadas, pero puede encontrarse con facilidad en las bodegas y tabernas de Rota.
Sin embargo, poco a poco se está recuperando para usarla en vinos tintos de la Tierra de Cádiz solo o junto con otras variedades de uvas.

## Cultura popular
De Rota, la tintilla; de Sanlúcar, la manzanilla; y de Jerez, el que rey de los vinos es.

Desde hace unos años existe una asociación denominada "T deTintilla" que trabaja en la conservación y difusión de este tipo de vino